# RISC OS Open
RISC OS Open Limited (также упоминается как ROOL) — британская компания занятая в сфере компьютерного программного обеспечения и ИТ-консалтинга. Компания управляет процессом публикации исходного кода операционной системы RISC OS. Среди основателей компании есть бывшие работники в Pace Micro Technology, компании которая купила RISC OS после гибели Acorn Computers.
Публикации исходного кода способствует инициатива обмена кодом между ROOL и Castle Technology. В ROOL надеются, что передача исходного кода RISC OS в свободный доступ, поможет стимулировать разработку и самой RISC OS, и платформы в целом.
Разрабатываемая версия RISC OS 5 доступна для BeagleBoard и сопутствующего аппаратного обеспечения с начала 2009 года.

## Деятельность
ROOL ставит первоначальной целью сделать легкодоступным исходный код RISC OS через веб, и имеет вики, форум и баг-трекер. Они доступны в интернете с декабря 2006 года.
Деятельность связана с решением задач, относящихся к основной цели компании. Кроме того персонал занимается разработкой системы силами собственного персонала. С начала 2009 года юридические права на владение, разработку и продажу набора инструментов для программирования Acorn C/C++ были переданы RISC OS Open. В качестве средства достижения первоначальной цели в 2011 году ROOL ввели схему денежного поощрения разработчиков для поддержки дальнейшего развития системы.
Компания часто участвует в компьютерных выставках посвящённых RISC OS, где за её стендами иногда стоят сторонние информированные программисты, подменяющие персонал компании.